# Hyperplatys argus
Hyperplatys argus là một loài bọ cánh cứng trong họ Cerambycidae.